# Want You Back (5 Seconds of Summer)
Want You Back è un singolo del gruppo musicale australiano 5 Seconds of Summer, pubblicato il 22 febbraio 2018 come primo estratto dal terzo album in studio Youngblood.

## Video musicale
Il videoclip è stato pubblicato il 27 marzo 2018 sul canale Vevo-YouTube del gruppo.

## Tracce
Download digitale
1. Want You Back – 2:53

Download digitale – remix
1. Want You Back (Tritonal Remix) – 3:26

Download digitale – Acoustic
1. Want You Back (Acoustic) – 2:39

## Classifiche
| Classifica (2018) | Posizione massima |
| ----------------- | ----------------- |
| Italia            | 44                |